# Pogonocherus eugeniae
Pogonocherus eugeniae là một loài bọ cánh cứng trong họ Cerambycidae.